# Veliki Rakitovec
Veliki Rakitovec este o localitate din comuna Kamnik, Slovenia, cu o populație de 24 de locuitori.